# Германишки (Вороновский район)
Германишки (бел. Германішкі) — деревня в Вороновском районе Гродненской области Белоруссии. В составе Переганцевского сельсовета. Население 342 человека (2009).

## География
Деревня расположена в 4 км к юго-востоку от райцентра Вороново, в него из деревни идёт местная дорога. Ближайшая ж/д станция также находится в Воронове. Через деревню Германишки протекает река Жижма. В 15 км к северу, северо-западу и северо-востоку от Германишек проходит граница с Литвой.

## История

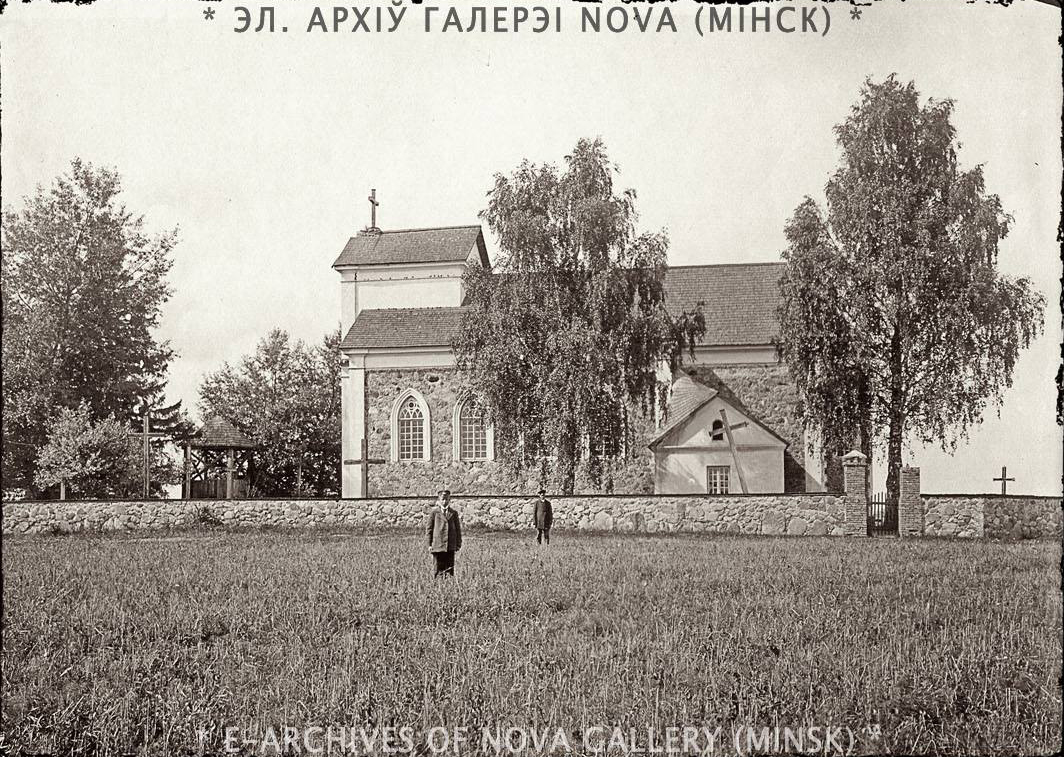
Костёл в Германишках. Фото начала XX века

В письменных источниках Германишки впервые упоминаются в 1387 году, когда великий князь Ягайло передал деревню Германишки вместе с рядом других деревень в собственность возведённого им Собора Святого Станислава в Вильне. В 1452 году здесь основан филиальный приход Виленской епархии, а в 1559 году — самостоятельный католический приход, во второй половине XVI века Германишки получили статус местечка.
Согласно административно-территориальной реформе середины XVI века поселение вошло в состав Ошмянского повета Виленского воеводства. В 1686 году был построен деревянный костёл Святой Троицы.
В XVIII веке Германишки были владением виленского епископа. Во второй половине XVIII века епископ Игнацы Якуб Масальский построил в усадьбе ряд зданий. Застройка усадьбы состояла из жилого дома, хозяйственных сооружений, пивоварни, мельницы. В местечке работала корчма.
В результате третьего раздела Речи Посполитой (1795) деревня оказались в составе Российской империи, в Ошмянском уезде. В 1886—1909 годах построено современное каменное здание Троицкого храма.
В 1922—1939 годах Германишки были в составе межвоенной Польской Республики. В 1939 году Германишки вошли в состав БССР.
До 2013 года входила в состав Вороновского сельсовета.

## Достопримечательности
- Костёл Святой Троицы, 1886—1909
- Хозпостройки бывшей усадьбы Гофманов (усадебный дом не сохранился), XIX век[3].
- Христианское кладбище